# Брајан Кокар
Брајан Кокар (фр. Bryan Coquard; 25. април 1992) француски је професионални бициклиста који тренутно вози за UCI ворлд тур тим — Кофидис. Освојио је по једном трку Кватре журс де Денкерк и златну медаљу на Свјетском првенству на писти у дисциплини мадисон, док је на Олимпијским играма 2012. освојио сребрну медаљу у дисциплини омнијум.
Бициклизмом је почео да се бави од дјетињства и углавном је возио на писти. Године 2012. освојио је сребрну медаљу у друмској вожњи за возаче до 23 године, након чега је почео професионалну каријеру у тиму Еропкар са којим је током прве сезоне остварио шест побједа. Године 2014. возио је Тур де Франс по први пут, а 2015. је трку Кватре журс де Денкерк завршио на другом мјесту, уз освојене класификацију по поенима и за најбољег младог возача. Године 2016. освојио је трку Кватре журс де Денкерк уз три етапне побједе и освојене класификацију по поенима и за најбољег младог возача, а на Тур де Франсу је био близу етапне побједе, али га је у фото финишу одспринтао Марсел Кител. Године 2017. остварио је пет побједа, а након што је изостављен из тима за Тур де Франс у августу је потписао уговор са тимом Витал консепт.
Године 2018. остварио је три побједе, док је 2019. остварио девет побједа и освојио је златну медаљу на Европском првенству на писти у елиминационој трци. Године 2020. остварио је једну побједу и првенство Француске у друмској вожњи је завршио на другом мјесту. Године 2021. прешао је у Кофидис, са којим током прве сезоне није остварио ниједну побједу, а 2022. је остварио три. Године 2023. остварио је три побједе и освојио је сребрну медаљу на Свјетском првенству у мјешовитом екипном хронометру.